# Grande Strada Postale

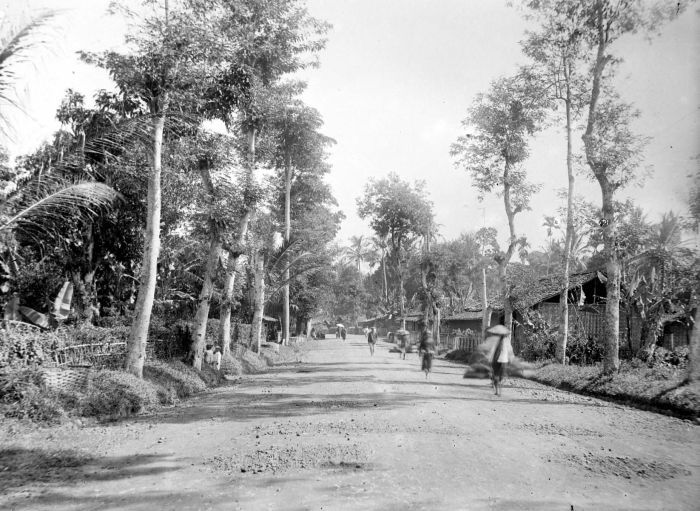
Parte della Grande Strada Postale a Kampung Cibabat, Cimahi City, Giava durante il periodo coloniale.

La Grande Strada Postale (in giavanese: Jalan Raya Pos, in olandese De Grote Postweg) è il nome di una strada storica che attraversava l'isola di Giava per connettere le città di Anyer e Panarukan. Venne costruita durante il governatorato di Herman Willem Daendels (1808–1811), agente per conto della Compagnia olandese delle Indie orientali.

## Costruzione

La Grande Strada Postale di Giava si portava da Anjer (Anyer) a Panaroecan (Panarukan).

La Grande Route, come la definì lo stesso Daendels, era una strada militare che venne costruita per ordine di re Luigi Bonaparte che governava all'epoca il Regno d'Olanda, nel corso delle Guerre napoleoniche. La Francia era in guerra con l'Inghilterra e la strada venne costruita per supplire facilmente le difese di Giava di uomini e di rifornimenti. Nel 1750, prima della costruzione del strada, esistevano già delle connessioni stradali tra Batavia (l'attuale Giacarta) e Semarang passando da Surabaya. Sull'asse nord-sud si trovava il collegamento tra Semarang, Surakarta e poi verso Yogyakarta. Le pesanti piogge tropicali, ad ogni modo, compromettevano sovente questo tratto stradale.
Daendels incontrò notevoli difficoltà nelle Indie orientali olandesi quando iniziò la costruzione della strada. La situazione finanziaria della colonia erano così allo stremo che il Ministero degli Affari Coloniali di Le Hague gli inviò una lettera enfatizzando le difficoltà finanziarie e la necessità di ridurre le spese. Gli inglesi inoltre rappresentavano una notevole minaccia. Oltre a ciò vi erano delle rivolte in corso a Bantam ed a Cirebon, in particolare tra i lavoratori sfruttati da Daendels per il progetto che, naturalmente, vi si opponevano. 
Daendels decise quindi di utilizzare a tale scopo i lavoratori forzati di Giava per svolgere i lavori più pesanti, il che portò a centinaia di morti a causa delle terribili condizioni di lavoro, oltre al clima tra foreste e paludi. Alcuni tra gli oppositori politici di Daendels si opposero accanendosi a questo lavoro. Il maggiore William Thorn scrisse che 12.000 nativi morirono durante la costruzione della strada. Nicolaus Engelhard, che era governatore di gran parte di Giava e dovette rinunciare alla sua posizione a favore di Daendels, disse che 500 lavoratori erano morti nell'area di Megamendung presso Buitenzorg (attuale Bogor), senza contare il numero di persone che morirono per le malattie contratte. Engelhard criticò inoltre Daendels per le centinaia di morti avvenute per la costruzione della strada nei boschi di Weleri, nella regione di Pekalongan.

## Estensione della strada
L'attuale Javanese North Coast Road (in giavanese: Jalan Pantura) segue in gran parte la Grande Strada Postale di epoca coloniale. Ad ogni modo l'originale strada postale passava attraverso le colline del Preanger (Priangan, Giava occidentale), da Meester Cornelis (Jatinegara) a sud di Buitenzorg (Bogor), sino ad est verso Cianjur, Bandung, Sumedang e Cirebon. L'attuale strada della costa nord è invece più affine alla costa della parte occidentale di Giava ed è stata ovviamente costruita dopo la definizione del tracciato di Daendels. Essa collega Bekasi, Karawang e Cirebon. La strada originariamente si portava sino a Anyer, attuale Banten, ma venne poi estesa sino a Banyuwangi, dall'altra parte dell'isola. Nella sua forma attuale, la strada si estende su cinque province: Banten, DKI Giacarta, Giava occidentale, Giava centrale e Giava orientale.

## Città

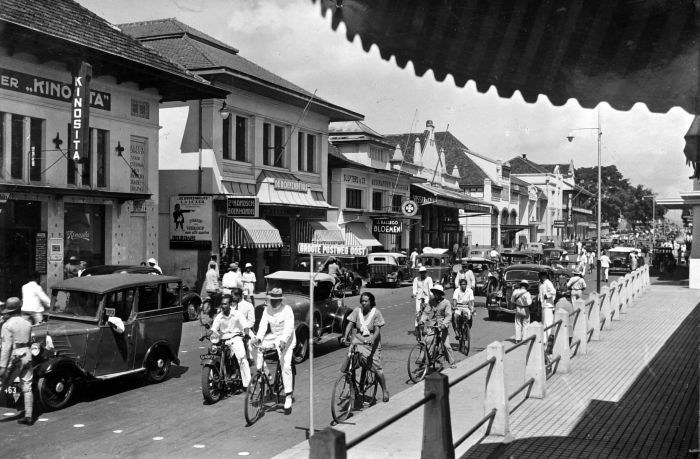
La Grande Strada Postale passa per Bandung nel 1938 (attuale Jalan Asia-Afrika)

La strada inizialmente era utilizzata come percorso principale per il trasporto sull'isola di Giava. Essa collegava alcune città importanti sull'isola come Anyer, Cilegon, Tangerang, Batavia, Meester Cornelis (attualmente parte di Giacarta), Buitenzorg, Cianjur, Bandung, Sumedang, Cirebon, Tegal, Pekalongan, Semarang, Rembang, Tuban, Surabaya, Sidoarjo, Pasuruan, Probolinggo e Panarukan.

## Nei media
Nel 1996, il regista olandese Pieter van Huystee produsse il film De Groote Postweg (La Grande Strada Postale). Lo scrittore Pramoedya Ananta Toer compose la trama del film.